# Санта-Кристина-Джела
Санта-Кристина-Джела (итал. Santa Cristina Gela, алб. Sëndahstina) — арберешское село и коммуна в Италии, располагается в регионе Сицилия, в провинции Палермо.
Население составляет 926 человек (2008 г.), плотность населения составляет 23 чел./км². Занимает площадь 38 км². Почтовый индекс — 90030. Телефонный код — 091.
Покровительницей коммуны почитается святая Христина Тирская, празднование 24 июля.

## Демография
Динамика населения:

## Администрация коммуны
- Официальный сайт: http://www.comunesantacristinagela.pa.it/